# Cimetière nouveau d'Aulnay-sous-Bois
Le cimetière nouveau d'Aulnay-sous-Bois, est un cimetière se trouvant route de Mitry à Aulnay-sous-Bois en Seine-Saint-Denis. Il succède au cimetière ancien d'Aulnay-sous-Bois.

## Historique
Les célébrations communales de la victoire du 8 mai 1945, ainsi que la Journée nationale d'hommage aux "Morts pour la France" pendant la guerre d'Algérie et des Combats du Maroc et de la Tunisie se déroulent dans ce cimetière.

## Description
Le nouveau cimetière dispose d'un carré militaire.

## Personnalités
- Le baryton Michel Dens[4].
- Claudia Vivaldi, historienne et éditrice[5].